# Шолудько Панас Семенович
Пана́с Семе́нович Шолу́дько, майстер-тесляр XVIII ст., родом з Ніжина.

## Життєпис
1759 — 61 збудував у містечку Березні, на Чернігівщині, шедевр української дерев'яної архітектури — 7-банну церкву Вознесення. До типу високої п'ятибанної церкви додав два стовпи-вежі, з яких одна мала сходи на хори. Доти такі вежі були типові тільки для мурованої архітектури: собор Спаса в Чернігові (11 в.), Миколаївська церква в Києві (1696, знищена 1930). Докладний опис будови церкви подав С. Таранушенко в книзі «Монументальна дерев'яна архітектура Лівобережної України» (К. 1976). У кн. не згадано, що ця унікальна будова в 1930-их pp. була знищена разом з багатьма іншими церквами в Україні.